# Barnagöl, Blekinge
Barnagöl är en sjö i Ronneby kommun i Blekinge och ingår i Vierydsåns huvudavrinningsområde. Sjön är 11 meter djup, har en yta på 0,02 kvadratkilometer och är belägen 57 meter över havet.